# Albert Saski
Albert Karol Antoni Ludwik Wilhelm Wiktor Saski, niem. Albert Karl Anton Ludwig Wilhelm Viktor von Sachsen (ur. 25 lutego 1875 w Dreźnie, zm. 16 września 1900 w Wölkau) – książę Saksonii z dynastii Wettinów.

## Życiorys
Wywodził się z albertyńskiej linii dynastii Wettinów. Urodził się jako czwarty syn, a zarazem najmłodsze dziecko Jerzego (1832–1904), księcia koronnego Saksonii, i jego żony Marii Anny Koburg-Bragantyńskiej (1843–1884), infantki Portugalii. Ojciec był drugim synem zmarłego króla Jana (1801–1873) oraz młodszym bratem panującego Alberta (1828–1902), na którego cześć otrzymał imię. Miał cztery siostry: Marię Joannę (1860–1861), Elżbietę (1862–1863), Matyldę (1863–1933) i Marię Józefę (1867–1944), z których tylko dwie dożyły wieku dorosłego, oraz trzech braci: Fryderyka Augusta (1865–1932), Jana Jerzego (1869–1938) i Maksymiliana (1870–1951).
Początkowo kształcił się w domu pod okiem Adolfa Fritzena (1838–1919), późniejszego biskupa Strasburga. Później otrzymał wykształcenie wojskowe. W 1889–1894 kształcił się w Gimnazjum Teresianum  i szkole kadetów w Wiedniu. Następnie studiował w Terezjańskiej Akademii Wojskowej, którą ukończył w czerwcu 1899. W kolejnym roku otrzymał przydział do armii saskiej z awansem na stopień kapitana kawalerii. 1 września 1900 objął dowództwo 4. szwadronu w 1. Pułku Ułanów.
16 września 1900 zginął w wypadku drogowym w Prinnewitz na drodze z Freiberga do Miśni. Kierujący faetonem Michał Bragança (1878–1923), nie mogąc zapanować nad końmi gwałtownie skręcił i uderzył w kabriolet, w którym znajdował się Albert. Ranny został przewieziony do Wölkau, gdzie zmarł w wyniku odniesionych obrażeń. kilka godzin po zdarzeniu. Kierujący faetonem odpowiedział przed sądem wojskowym, który skazał go na wydalenie z Saksonii.

## Odznaczenia
- Kawaler Orderu Korony Rucianej (1899)

## Genealogia
| Prapradziadkowie         | elektor Saksonii Fryderyk Krystian (1722–1763) ∞ 1747 Maria Antonina Wittelsbach (1724–1780) | książę Parmy Ferdynand I (1751–1802) ∞1769 Maria Amalia Habsburg (1746-1804) | Fryderyk Michał Wittelsbach (1724–1767) ∞1746 Maria Franciszka Wittelsbach (1724–1794)      | Karol Ludwik Badeński (1755–1801) ∞1775 Amalia Fryderyka Heska (1754–1832)                  | książę Saksonii-Coburga-Saalfeld Franciszek (1750–1806) ∞1777 Augusta Reuss-Ebersdorf (1757–1831) | Ferenc József Koháry (1760–1826) ∞1792 Marie Antonie Waldstein-Wartenberg (1771–1854)  | król Portugalii Jan VI (1767–1826) ∞1785 Karolina Joachima Burbon (1775–1830)                         | cesarz Austrii Franciszek II (1768–1835) ∞ 1790 Maria Teresa Burbon-Sycylijska (1772–1807)            |
| Pradziadkowie            | Maksymilian Saski (1759–1838) ∞1792 Karolina Burbon-Parmeńska (1770–1804)                    | Maksymilian Saski (1759–1838) ∞1792 Karolina Burbon-Parmeńska (1770–1804)    | król Bawarii Maksymilian I Józef (1756–1825) ∞ 1797 Karolina Fryderyka Badeńska (1776–1841) | król Bawarii Maksymilian I Józef (1756–1825) ∞ 1797 Karolina Fryderyka Badeńska (1776–1841) | Ferdynand Jerzy Koburg (1785–1851) ∞ 1815 Maria Antonina Koháry (1797–1862)                       | Ferdynand Jerzy Koburg (1785–1851) ∞ 1815 Maria Antonina Koháry (1797–1862)            | cesarz Brazylii, król Portugalii Piotr I (1798–1834) ∞ 1817 Maria Leopoldyna Habsburżanka (1797–1826) | cesarz Brazylii, król Portugalii Piotr I (1798–1834) ∞ 1817 Maria Leopoldyna Habsburżanka (1797–1826) |
| Dziadkowie               | król Saksonii Jan (1801–1873) ∞1822 Amelia Augusta Wittelsbach (1801–1877)                   | król Saksonii Jan (1801–1873) ∞1822 Amelia Augusta Wittelsbach (1801–1877)   | król Saksonii Jan (1801–1873) ∞1822 Amelia Augusta Wittelsbach (1801–1877)                  | król Saksonii Jan (1801–1873) ∞1822 Amelia Augusta Wittelsbach (1801–1877)                  | król Portugalii Ferdynand II (1819–1885) ∞1836 królowa Portugalii Maria II (1819–1853)            | król Portugalii Ferdynand II (1819–1885) ∞1836 królowa Portugalii Maria II (1819–1853) | król Portugalii Ferdynand II (1819–1885) ∞1836 królowa Portugalii Maria II (1819–1853)                | król Portugalii Ferdynand II (1819–1885) ∞1836 królowa Portugalii Maria II (1819–1853)                |
| Rodzice                  | król Saksonii Jerzy (1832–1904) ∞1859 Maria Anna Koburg-Bragança (1843–1884)                 | król Saksonii Jerzy (1832–1904) ∞1859 Maria Anna Koburg-Bragança (1843–1884) | król Saksonii Jerzy (1832–1904) ∞1859 Maria Anna Koburg-Bragança (1843–1884)                | król Saksonii Jerzy (1832–1904) ∞1859 Maria Anna Koburg-Bragança (1843–1884)                | król Saksonii Jerzy (1832–1904) ∞1859 Maria Anna Koburg-Bragança (1843–1884)                      | król Saksonii Jerzy (1832–1904) ∞1859 Maria Anna Koburg-Bragança (1843–1884)           | król Saksonii Jerzy (1832–1904) ∞1859 Maria Anna Koburg-Bragança (1843–1884)                          | król Saksonii Jerzy (1832–1904) ∞1859 Maria Anna Koburg-Bragança (1843–1884)                          |
| Albert Saski (1875–1900) |                                                                                              |                                                                              |                                                                                             |                                                                                             |                                                                                                   |                                                                                        | | |